# Idaea rubrolineata
Idaea rubrolineata là một loài bướm đêm trong họ Geometridae.